# Thurston megye (Nebraska)
Thurston megye az Amerikai Egyesült Államokban, azon belül Nebraska államban található. Megyeszékhelye és legnagyobb városa Pender. Lakosainak száma 6773 fő (2020. április 1.). Thurston megye Dakota, Burt, Cuming, Dixon, Wayne, Monona és Woodbury megyékkel határos.

## Népesség
A megye népességének változása:
| Lakosok száma | 6971 | 6913 | 6928 | 6895 | 7064 | 6773 |
|               | 2010 | 2011 | 2012 | 2013 | 2015 | 2020 |